# 栗山孝庵
栗山 孝庵（くりやま こうあん、享保16年（1731年） - 寛政3年11月15日（1791年12月10日））は、江戸時代の医師。名は以直、字は文仲。
山脇東洋の高弟で、長州藩7代藩主毛利重就、8代藩主の毛利治親の侍医を務めた。山脇東洋の蔵志に影響され、宝暦8年（1758年）に日本で2番目となる男性の腑分けを行い、翌年の宝暦9年（1759年）には、日本で初めての女性の腑分けを行っている。この時に腑分けされた女性は川上村（現在の山口県萩市川上）の17歳の女性で、本来なら夫殺しの罪で磔刑になるはずだったが、磔だと解剖の際に難があるため、孝庵の願いにより斬首刑に変更された。
墓所は萩市の海潮寺。